# Lajos Tisza
Lajos (Ludwig) Graf Tisza von Borosjenő und Szeged (* 12. September 1832 in Geszt, Komitat Békés; † 26. Januar 1898 in Budapest) war ein ungarischer Politiker, Minister und Bruder bzw. Onkel der Ministerpräsidenten Kálmán Tisza und István Tisza.

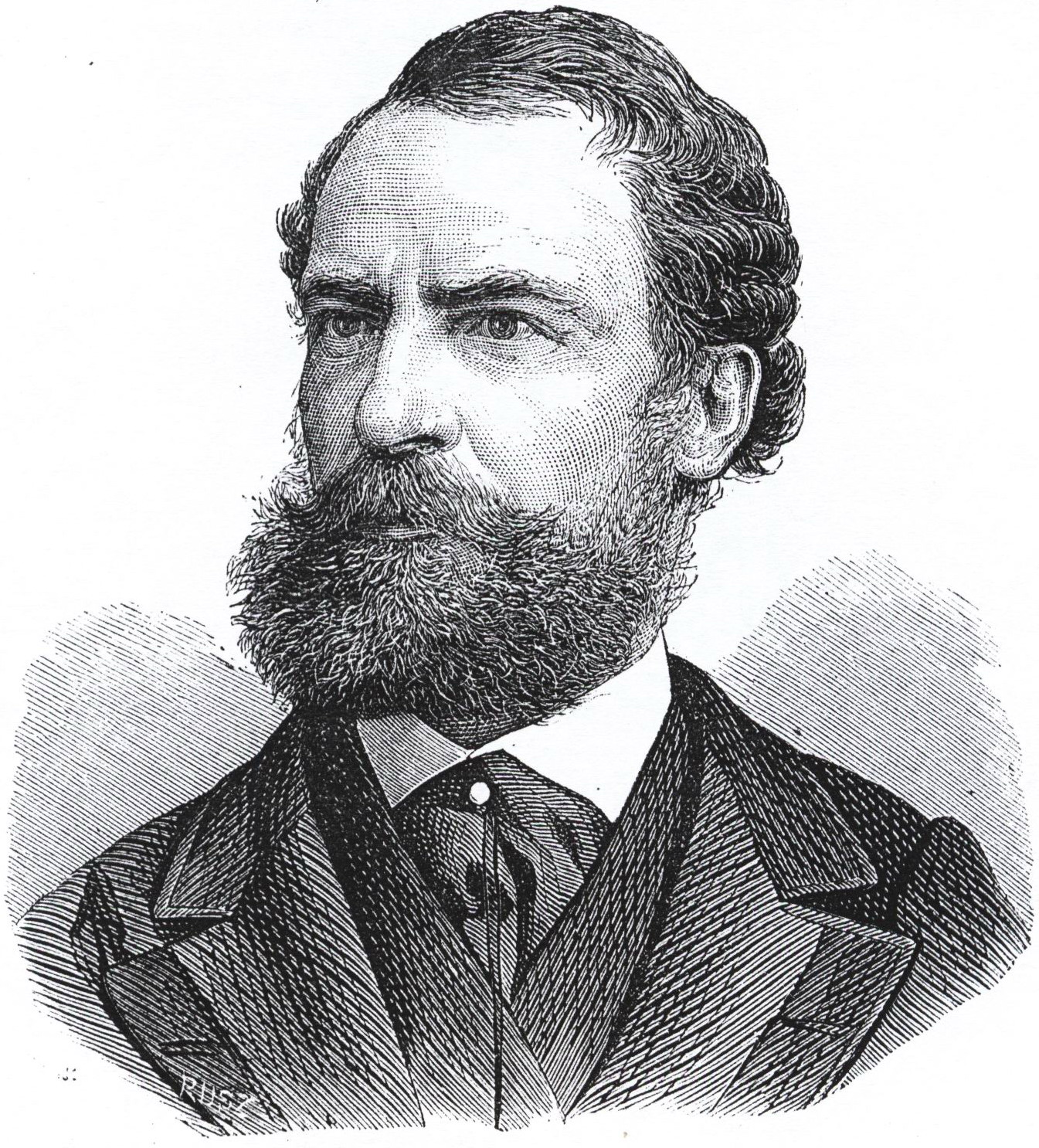
Lajos Tisza 1866

## Leben
Die Familie Tisza waren ursprünglich Calvinisten aus dem niederen Adel Siebenbürgens. Lajos Tisza studierte in Berlin und trat 1861, mit der Liberalisierung der ungarischen Innenpolitik durch das Februarpatent in die Politik ein. Tisza arbeitete wie sein Bruder für die Verwirklichung des  Ausgleichs mit Österreich. Er wurde Mitglied im Reichstag, zuerst für die Deák-Partei und später für deren Nachfolger, die Liberale Partei seines Bruders Kálmán. Er wurde wie schon sein gleichnamiger Großvater Obergespan des Komitats Bihar. 1871 erfolgte die Ernennung zum Minister für Arbeit und Verkehr in der Regierung Kálmán Tisza.
Nach einer großen Überschwemmung war Tisza 1879 bis 1883 als königlicher Kommissar Verantwortlicher für den großzügigen Wiederaufbau von Szeged. Dafür wurde er 1883 zum Grafen ernannt. Tisza galt als wenig volkstümlicher, aber den Liberalen unbedingt loyaler Politiker.
1892 wurde er auf Betreiben von Ministerpräsident Sándor Wekerle zum  Minister á latere bzw. ungarischer Minister am königlichen Hoflager ernannt, der die ständige Verbindung zwischen dem Wiener Hof und den Ministerien in Budapest sicherzustellen hatte. Dabei versuchte er den Einfluss der ungarischen Regierung auf König Franz Joseph I. zu stärken. Sein Amt musste er 1894 wegen des Vertrauensverlusts der Tisza-Fraktion bei Franz Joseph zugunsten von Gyula Andrássy räumen. 1875 bis zu seinem Tod 1898 war Tisza Vorsitzender der ungarischen Forstverwaltung. Ohne eigene Nachkommen, bestimmte er seinen Neffen István Tisza zum Haupterben seiner weitläufigen Güter und seines Grafentitels.